# Proleb
Proleb osztrák község Stájerország Leobeni járásában. 2017 januárjában 1531 lakosa volt.    

## Elhelyezkedése

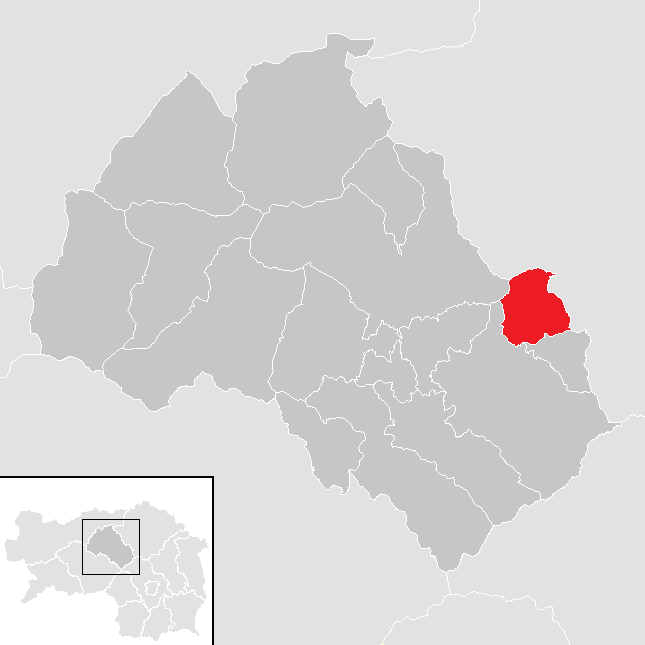
Proleb a Leobeni járásban

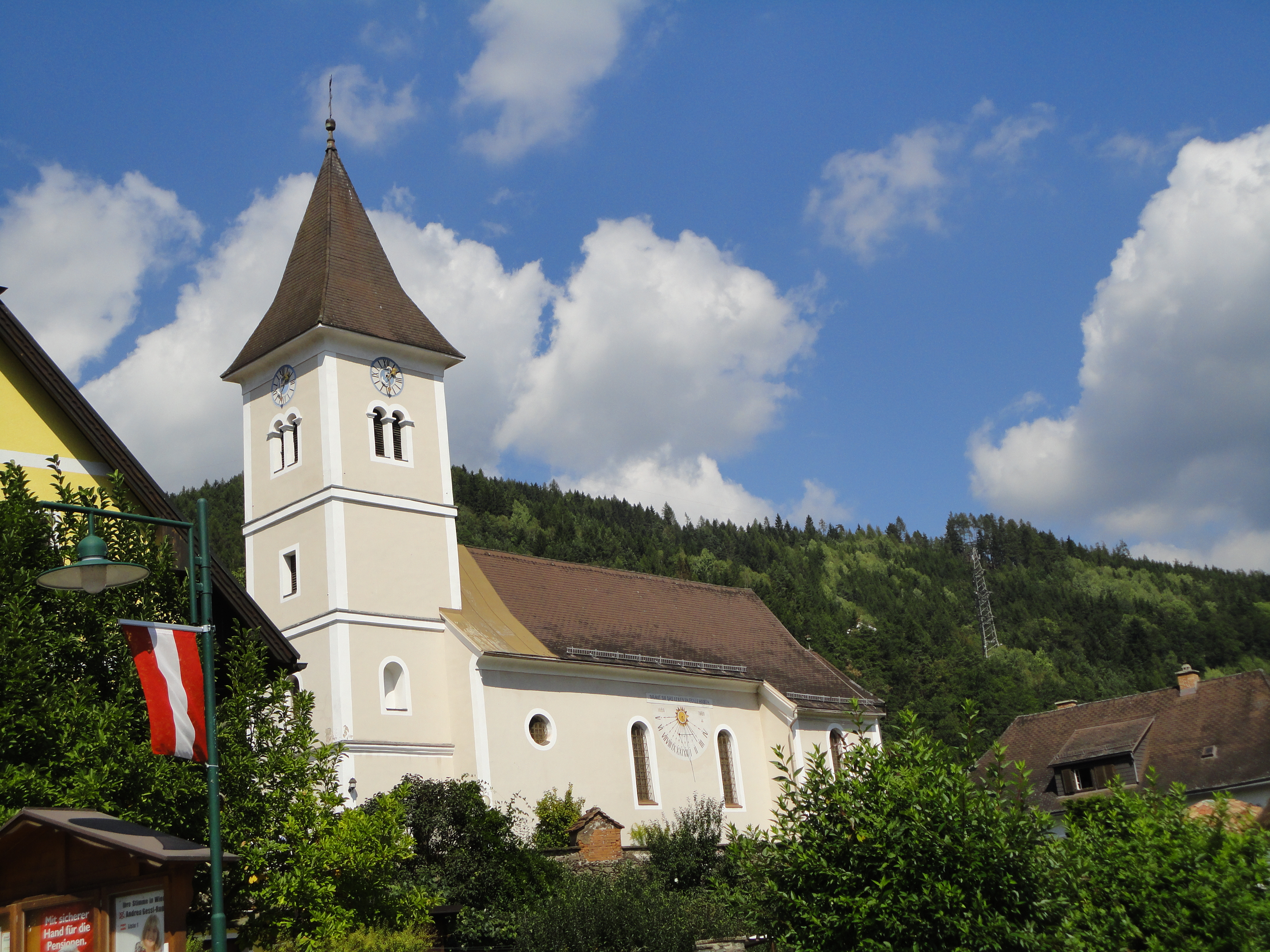
A Szt. Márton-templom

Proleb Felső-Stájerországban fekszik, a Mura mentén Leoben és Bruck an der Mur között, a folyó bal partján. Az önkormányzat 3 települést egyesít, valamennyit a saját katasztrális községében : Kletschach (73 lakos), Köllach (293), Prentgraben (35) és Proleb (1122).
A környező önkormányzatok: délkeletre Niklasdorf, délnyugatra Leoben, északnyugatra Trofaiach, északra Tragöß-Sankt Katharein, keletre Bruck an der Mur.

## Története
Proleb területe már a római időkben ha ritkásan is, de lakott volt. Ekkor Noricum provincia része volt és rajta át vezetett a Mura-menti út. A népvándorlás korában szlávok telepedtek meg a térségben, akik az avarok zaklatásai ellen a bajor herceg védelmét kérték. Ezután kezdődött meg a helyi lakosok megtérítése és a németek betelepülése. Ekkor épült az első keresztény kápolna a Veitsbergen.
A falu első említése a 12. századból származik. Lakosai a 19. századig mező- és erdőgazdasággal, kisebb mértékben bányászattal (a ma Leobenhez tartozó Seegraben szénbányájában) foglalkoztak. Köllachban főleg szénégetők laktak, innen ered a településrész neve is. A községi önkormányzat 1871-ben alakult meg. A második világháború után a községnek valamivel több mint 900 lakosa volt, majd kedvező helyzete és a leobeni iparcentrumhoz való közelsége miatt gyors fejlődésnek indult.

## Lakosság
A prolebi önkormányzat területén 2017 januárjában 1531 fő élt. A lakosságszám 2001-ben érte el csúcspontját (akkor 1629 fő), azóta enyhén csökkenő tendenciát mutat. 2015-ben a helybeliek 98%-a volt osztrák állampolgár; a külföldiek közül 0,9% a régi (2004 előtti), 0,8% az új EU-tagállamokból érkezett. 2001-ben a lakosok 83,7%-a római katolikusnak, 3,7% evangélikusnak, 12,1% pedig felekezet nélkülinek vallotta magát. Ugyanekkor két magyar élt Prolebben.

## Látnivalók
- a Szt. Márton plébániatemplomot 1148-ban említik először, ekkor még a veitsbergi Szt. Vitus templom leányegyházaként (utóbbit 1903-ban lebontották). Szentélye gótikus, 1666-ban épült hajója barokk stílusú. Főoltára 1668-ból származik.

## Fordítás
- Ez a szócikk részben vagy egészben  a   Proleb című német Wikipédia-szócikk ezen változatának fordításán alapul.  Az eredeti cikk szerkesztőit annak laptörténete sorolja fel. Ez a jelzés csupán a megfogalmazás eredetét és a szerzői jogokat jelzi, nem szolgál a cikkben szereplő információk forrásmegjelöléseként.